# Indépendance algébrique
Pour les articles homonymes, voir Algébrique.
En algèbre, l'indépendance algébrique d'un ensemble de nombres, sur un corps commutatif, décrit le fait que ses éléments ne sont pas racines d'un polynôme en plusieurs indéterminées à coefficients dans ce corps.

## Définition
Soient L un corps commutatif, S un sous-ensemble de L et K un sous-corps de L. On dit que S est algébriquement libre sur K, ou que ses éléments sont algébriquement indépendants sur K si, pour tout suite finie (s1, … , sn) d'éléments distincts de S et tout polynôme non nul P(X1, … , Xn) à coefficients dans K on a
P(s1, … , sn) ≠ 0.

## Cas particulier
- Cas particulier K = {\displaystyle \mathbb {Q} } et L = {\displaystyle \mathbb {C} }

Définition : {\displaystyle u,v\in \mathbb {C} ^{*}}
{\displaystyle \mathbb {Q} (u,v)=\{x={\frac {P(u,v)}{Q(u,v)}}\ \ \,\ P,Q\ non\ nuls\ \in {\overline {\mathbb {Q} }}[X,Y]\ avec\ Q(u,v)\neq 0\}}
{\displaystyle \mathbb {Q} (u,v)} est le plus petit corps de {\displaystyle \mathbb {C} } contenant {\displaystyle \mathbb {Q} } et u,v .
Soit {\displaystyle \alpha \in \mathbb {C} ^{*}} on dit que {\displaystyle \alpha } est algébrique sur {\displaystyle T=\mathbb {Q} (u,v)} s' il existe un polynome non-nul  {\displaystyle P\in T[X]} tel que 
{\displaystyle P(\alpha )=0}
{\displaystyle \sum a_{k}\alpha ^{k}=0}
{\displaystyle \sum {\frac {P_{k}(u,v)}{Q_{k}(u,v)}}\alpha ^{k}=0\ \ avec\ Q_{k}(u,v)\neq 0}
En particulier  :
{\displaystyle \alpha ^{k}={\frac {P(u,v)}{Q(u,v)}}}
où {\displaystyle k\in \mathbb {N} ,\ P,Q\ non\ nuls\ \in {\overline {\mathbb {Q} }}[X,Y]\ avec\ Q(u,v)\neq 0}

Définition degré de transcendant (sur Q) :
{\displaystyle Deg\ \mathbb {Q} (\alpha _{1},\alpha _{2},...\alpha _{d})} = Le cardinal d'une plus grande famille algébriquement libre
Théorème :
{\displaystyle \{\alpha _{1},\alpha _{2},...\alpha _{d}\}} algébriquement indépendants
{\displaystyle \Leftrightarrow }
{\displaystyle Deg\ \mathbb {Q} (\alpha _{1},\alpha _{2},...\alpha _{d})=d}
Propriété : 
{{\displaystyle \alpha ,\beta }} algébriquement indépendants et
{\displaystyle \alpha ^{k}={\frac {P(u,v)}{Q(u,v)}}}
{\displaystyle \beta ^{m}={\frac {S(u,v)}{T(u,v)}}}
{\displaystyle P,Q,S,T\ non\ nuls\ \in {\overline {\mathbb {Q} }}[X,Y]\ avec\ Q(u,v)\neq 0,\ T(u,v)\neq 0}
alors
{{\displaystyle u,v}} algébriquement indépendants.

En effet 
{{\displaystyle \alpha ,\beta }} algébriquement indépendants {\displaystyle \Rightarrow }
{\displaystyle Deg\ \mathbb {Q} (\alpha _{,}\beta )=2}
{{\displaystyle \alpha ,\beta }} algébriques sur {\displaystyle \mathbb {Q} (u,v)} {\displaystyle \Rightarrow }
{\displaystyle Deg\ \mathbb {Q} (\alpha _{,}\beta )=Deg\ \mathbb {Q} (u,v)=2} {\displaystyle \Rightarrow }
{u,v} algébriquement indépendants.
ex:
1) à partir du théorème de Chudnovsky on montre que
{\displaystyle \alpha ={\frac {\Gamma ^{2}(1/4)}{\sqrt {8\pi }}}}
{{\displaystyle \alpha ,\pi }} algébriquement indépendants. 
comme
{\displaystyle \alpha ^{2}={\frac {\Gamma ^{4}(1/4)}{8\pi }}={\frac {P(\Gamma (1/4),\pi )}{Q(\Gamma (1/4),\pi )}}}
on en déduit que
{{\displaystyle \Gamma (1/4),\pi }} algébriquement indépendants.

2) On montre que
{\displaystyle \alpha ={\frac {\Gamma ^{3}(1/3)}{2^{4/3}\pi }}}
{{\displaystyle \alpha ,\pi }} algébriquement indépendants. 
comme
{\displaystyle \alpha ={\frac {\Gamma ^{3}(1/3)}{2^{4/3}\pi }}={\frac {P(\Gamma (1/3),\pi )}{Q(\Gamma (1/3),\pi )}}}
on en déduit que
{{\displaystyle \Gamma (1/3),\pi }} algébriquement indépendants.

3) à partir du théorème Nesterenko on montre que
{\displaystyle \alpha ={\frac {3\Gamma ^{8}(1/4)}{8^{2}\pi ^{6}}}}
{{\displaystyle \alpha ,3/\pi ,e^{-2\pi }}} algébriquement indépendants. 
comme
{\displaystyle \alpha ={\frac {3\Gamma ^{8}(1/4)}{8^{2}\pi ^{6}}}={\frac {P(\Gamma (1/4),\pi ,e^{\pi })}{Q(\Gamma (1/4),\pi ,e^{\pi })}}}
{\displaystyle e^{-2\pi }={\frac {1}{(e^{\pi })^{2}}}={\frac {P(\Gamma (1/4),\pi ,e^{\pi })}{Q(\Gamma (1/4),\pi ,e^{\pi })}}}
on en déduit que
{{\displaystyle \Gamma (1/4),\pi ,e^{\pi }}} algébriquement indépendants.

4) à partir du théorème Nesterenko on montre que
{\displaystyle \alpha ={\frac {27\Gamma ^{18}(1/3)}{2^{9}\pi ^{12}}}}
{{\displaystyle \alpha ,{\frac {2{\sqrt {3}}}{\pi }},-e^{-\pi {\sqrt {3}}}}} algébriquement indépendants. 
comme
{\displaystyle \alpha ={\frac {27\Gamma ^{18}(1/3)}{2^{9}\pi ^{12}}}={\frac {P(\Gamma (1/3),\pi ,e^{\pi {\sqrt {3}}})}{Q(\Gamma (1/3),\pi ,e^{\pi {\sqrt {3}}})}}}
{\displaystyle {\frac {2{\sqrt {3}}}{\pi }}={\frac {P(\Gamma (1/3),\pi ,e^{\pi {\sqrt {3}}})}{Q(\Gamma (1/3),\pi ,e^{\pi {\sqrt {3}}})}}}
{\displaystyle -e^{-\pi {\sqrt {3}}}={\frac {-1}{e^{\pi {\sqrt {3}}}}}={\frac {P(\Gamma (1/3),\pi ,e^{\pi {\sqrt {3}}})}{Q(\Gamma (1/3),\pi ,e^{\pi {\sqrt {3}}})}}}
on en déduit que
{{\displaystyle \Gamma (1/3),\pi ,e^{\pi {\sqrt {3}}}}} algébriquement indépendants.
d'où 
{{\displaystyle \pi ,e^{\pi {\sqrt {3}}}}} algébriquement indépendants.

## Exemples
Un singleton {s} est algébriquement libre sur K si et seulement si son élément s est transcendant sur K.
Si S est algébriquement libre sur K alors il l'est sur tout sous-corps de K.
Si S est algébriquement libre sur K alors toute partie de S l'est aussi. Plus précisément, si V et W sont deux parties de L disjointes, alors leur réunion V⋃W est algébriquement libre sur K si et seulement si V est algébriquement libre sur K et W est algébriquement libre sur le sous-corps K(V) de L.
En particulier, si S est algébriquement libre sur K alors tous ses éléments sont transcendants sur K, mais la réciproque est clairement fausse : par exemple le sous-ensemble {π, 1/π} du corps ℝ des nombres réels n'est pas algébriquement libre sur le corps ℚ des nombres rationnels, puisque le polynôme non nul à coefficients rationnels P(X, Y) = XY – 1 vérifie P(π, 1/π) = 0.
Dans le corps de fractions rationnelles K(X1, … , Xn), les indéterminées X1, … , Xn sont algébriquement indépendantes sur K ; les polynômes symétriques élémentaires le sont aussi.
Une partie K-algébriquement libre maximale de L s'appelle une base de transcendance de L sur K, et le cardinal d'une telle base est appelé le degré de transcendance de l'extension.
Le théorème de Lindemann-Weierstrass peut souvent être utilisé pour prouver que certains ensembles sont algébriquement libres sur ℚ.
On ne sait pas si l'ensemble {π, e} est algébriquement libre sur ℚ (on ne sait même pas si π + e est irrationnel).
Nesterenko a prouvé en 1996 un théorème dont il résulte par exemple que {π, eπ, Γ(1/4)}, {π, eπ√3, Γ(1/3)} et {π, eπ√d} pour tout entier d > 0, sont algébriquement libres sur ℚ, (on savait déjà que {π, Γ(1/4)} et {π, Γ(1/3)} sont algébriquement libres,, et donc aussi {π, Γ(1/6)}, puisqu'on déduit des relations fonctionnelles sur la fonction Gamma que Γ(1/6) = Γ(1/3)2 2–1/3 (3/π)1/2).
On sait peu de choses sur les valeurs aux entiers impairs de la fonction zêta de Riemann, mais il est conjecturé,, que les nombres π, ζ(3), ζ(5), ζ(7), … sont algébriquement indépendants sur ℚ.